# Parlamentswahl in der Türkei 2018
- HDP: 67
- CHP: 146
- IYI: 43
- AKP: 295
- MHP: 49

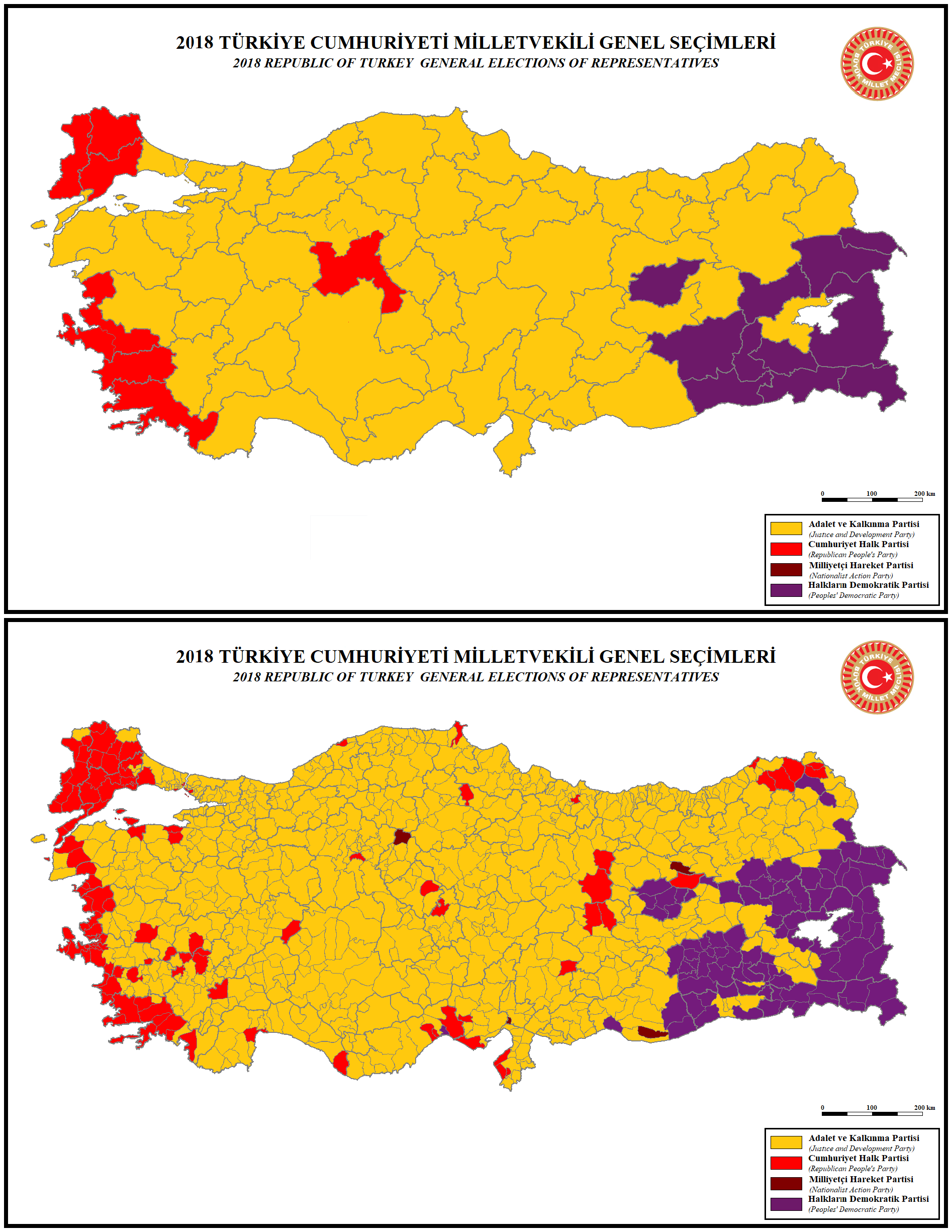
Meiste Stimmen nach Wahlbezirken (oben) und Landkreisen (unten):
AKP
CHP
HDP
MHP

Die vorgezogene Wahl zur 27. Großen Nationalversammlung der Türkei fand am 24. Juni 2018 gleichzeitig mit der Präsidentschaftswahl statt, um die 600 Mitglieder des nationalen Parlaments der Türkei zu bestimmen. Mit der Wahl traten die Verfassungsänderungen in Kraft, die mit der Volksabstimmung 2017 ihre rechtliche Annahme erlangt hatten. Unter anderem wurden das Amt des Ministerpräsidenten abgeschafft und die Anzahl der Abgeordneten um 50 erhöht. 
Die Bildung von Wahlbündnissen gab den kleineren Parteien eine Möglichkeit, die geltende 10-Prozent-Hürde für den Einzug in das Parlament zu überwinden. Gewinner der Wahl wurde das Bündnis Cumhur İttifakı (Volksallianz) aus der regierenden konservativen AKP und der rechtsextremen MHP, die zusammen die absolute Mehrheit der Stimmen erreichten.

## Zur Ausgangslage
Nach der vorherigen Wahl im Jahr 2015 hatte die AKP die absolute Mehrheit der Parlamentssitze. Die kemalistisch-sozialdemokratische Cumhuriyet Halk Partisi (CHP) war zweitstärkste Kraft, daneben waren die rechtsextreme Milliyetçi Hareket Partisi (MHP) und die sozialistisch-kurdische Halkların Demokratik Partisi (HDP) im Parlament vertreten.
Ende 2016 wurde die MHP-Politikerin Meral Akşener aus ihrer Partei ausgeschlossen. Im Oktober 2017 gründete sie die İyi Parti (İYİ), um bei der nächsten Präsidentschafts- und der Parlamentswahl anzutreten.
Im November 2017 hinterfragte MHP-Vorsitzender Devlet Bahçeli die Sperrklausel von zehn Prozent öffentlich. Sie sei eine schwer überwindbare Hürde, die möglicherweise eine Reform brauche. Die CHP kritisierte zwar, dass diese Überlegung nur aufgrund der aktuellen Umfragen in der MHP diskutiert werde, meinte jedoch auch, dass die Sperrklausel zu ändern sei. Möglicherweise sei eine Klausel von drei Prozent denkbar, teilte der Parteisprecher der CHP mit.
Das in der Praxis bereits seit 2016 ausgeführte Wahlbündnis zwischen der regierenden Adalet ve Kalkınma Partisi (AKP) und der MHP wurde am 20. Februar von Erdoğan offiziell mit dem Namen „Bündnis des Volkes“ (Cumhur İttifakı) verkündet. Es beinhaltete neben der gemeinsamen Wahlliste bei den Parlamentswahlen auch die Tatsache, dass die MHP auf einen eigenen Präsidentschaftskandidaten verzichtet und stattdessen Erdoğan unterstützte. Diesem Bündnis könnte zudem die Büyük Birlik Partisi (BBP) beitreten, was die MHP allerdings ablehnte (die BBP entstand als Abspaltung von der MHP). Die Partei der Glückseligkeit (SP) lehnte trotz einiger Versuche der AKP einen Eintritt in dieses Bündnis ab.
In der Nacht vom 12. auf den 13. März 2018 verabschiedete eine Mehrheit des Parlaments einen Antrag von AKP und MHP zur Änderung des Wahlgesetzes. Diese Änderung erlaubte Wahlbündnisse. Wenn die gültigen Stimmen der Parteien eines Bündnisses zusammen zehn Prozent erreichen, so haben auch die einzelnen Parteien die Zehnprozenthürde überwunden. Die AKP hatte zuvor angekündigt, eine Allianz mit der MHP einzugehen; dies würde der MHP beim Einzug ins Parlament helfen.
Regulärer Termin für die nächste Wahl wäre November 2019 gewesen. Am 17. April 2018 äußerte sich Devlet Bahçeli zu vorgezogenen Wahlen und schlug den 26. August 2018 als Wahltermin vor. Die Oppositionsparteien CHP, İYİ, HDP und die SP teilten nach diesen Äußerungen mit, bereit für jegliche Wahlen zu sein. Am Tag darauf hielten Bahçeli und Präsident Erdoğan ein Treffen ab und einige Stunden später wurde vom Staatspräsidenten der 24. Juni 2018 als Wahltermin angekündigt. Als Gründe wurden makroökonomische Entscheidungen, der Bürgerkrieg im benachbarten Syrien und die Situation im Irak, sowie die „das alte“ (Parlaments-)System genannt. Die vorgezogenen Neuwahlen wurden am 19. April vom Parlament mit 386 von 537 möglichen Stimmen angenommen.
Wie die CHP am 22. April bekannt gab, traten 15 ihrer Abgeordneten aus der Partei aus, um in die İyi Parti einzutreten und der İYİ mit ihren bisherigen fünf Abgeordneten einen Status als Gruppe im Parlament und somit eine Teilnahme an den vorgezogenen Neuwahlen zu ermöglichen.
Am 5. Mai wurde die offizielle Gründung des Wahlbündnisses von den vier Oppositionsparteien CHP, İYİ, SP und DP verkündet („Bündnis der Nation“). Von den drei Parteien, die eigentlich an der Wahl hätten teilnehmen können, entschied sich die Bağımsız Türkiye Partisi (BTP) für einen Boykott. Die Demokrat Parti (durch die İYİ) und die Büyük Birlik Partisi (durch die AKP) brachten ihre Kandidaten jeweils über Wahllisten anderer Parteien ein.

## Teilnehmende Parteien
Wie der Hohe Wahlausschuss bekannt gab, waren acht Parteien zur Teilnahme berechtigt (alphabetische Reihenfolge):
| Logo | Logo | Parteiname                   | Akronym  | Ausrichtung                                        | Vorsitzender                    | Wahlbündnis        |
| ---- | ---- | ---------------------------- | -------- | -------------------------------------------------- | ------------------------------- | ------------------ |
|      |      | Adalet ve Kalkınma Partisi   | AKP      | islamisch-konservativ                              | Recep Tayyip Erdoğan            | Volksallianz       |
|      |      | Cumhuriyet Halk Partisi      | CHP      | kemalistisch, sozialdemokratisch                   | Kemal Kılıçdaroğlu              | Bündnis der Nation |
|      |      | Halkların Demokratik Partisi | HDP      | demokratisch-sozialistisch, pro-kurdisch           | Pervin Buldan und Sezai Temelli |                    |
|      |      | Hür Dava Partisi             | Hüda Par | (pan-)islamistisch, pro-kurdisch                   | Zekeriya Yapıcıoğlu             |                    |
|      |      | İyi Parti                    | İYİ      | nationalistisch, kemalistisch, nationalkonservativ | Meral Akşener                   | Bündnis der Nation |
|      |      | Milliyetçi Hareket Partisi   | MHP      | nationalistisch, rechtsextrem                      | Devlet Bahçeli                  | Volksallianz       |
|      |      | Saadet Partisi               | SP       | islamistisch, Millî Görüş                          | Temel Karamollaoğlu             | Bündnis der Nation |
|      |      | Vatan Partisi                |          | eurasistisch, linksnationalistisch                 | Doğu Perinçek                   |                    |

## Ergebnis

### Gesamtergebnis

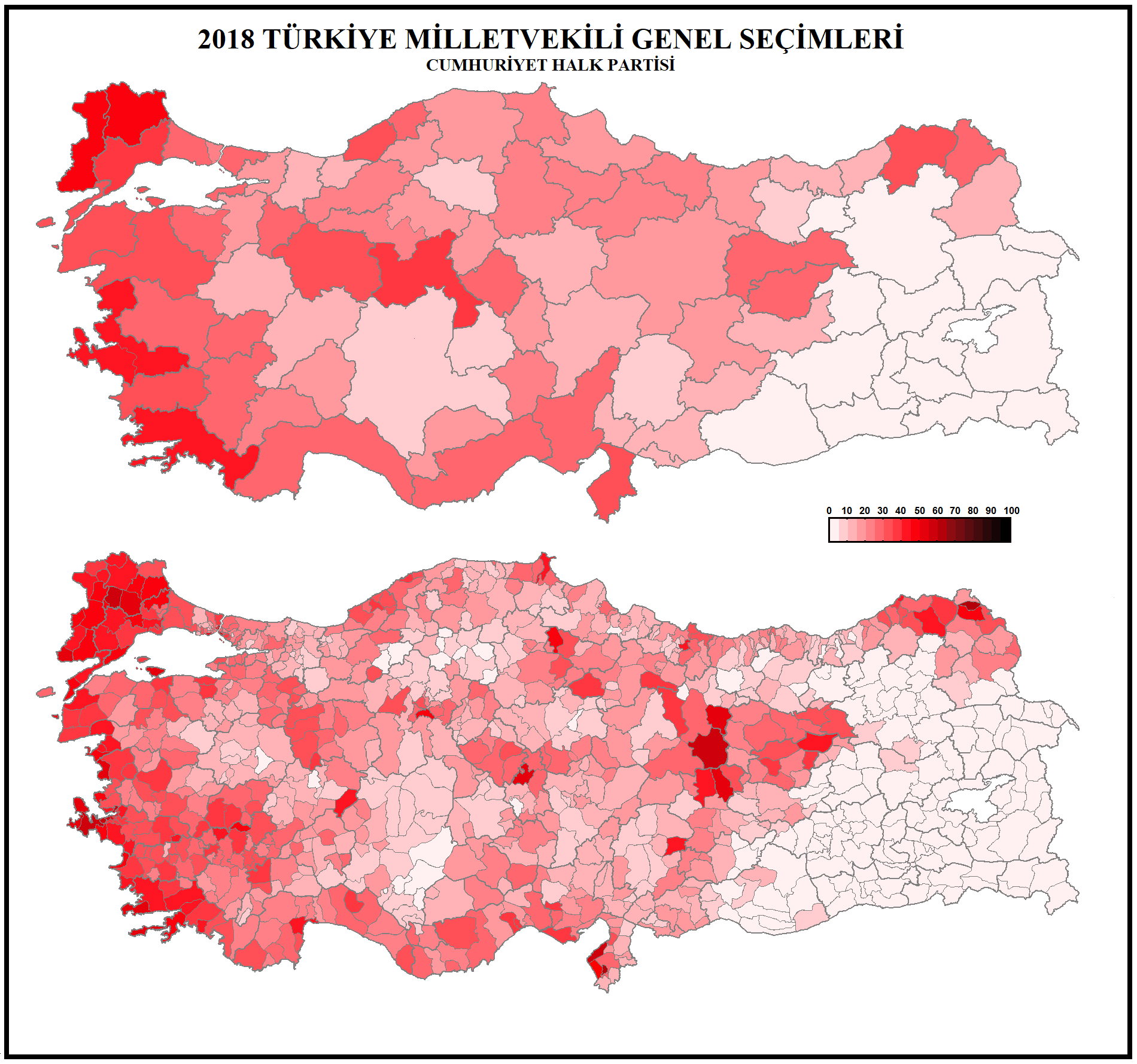
Stimmenanteil der Republikanischen Volkspartei

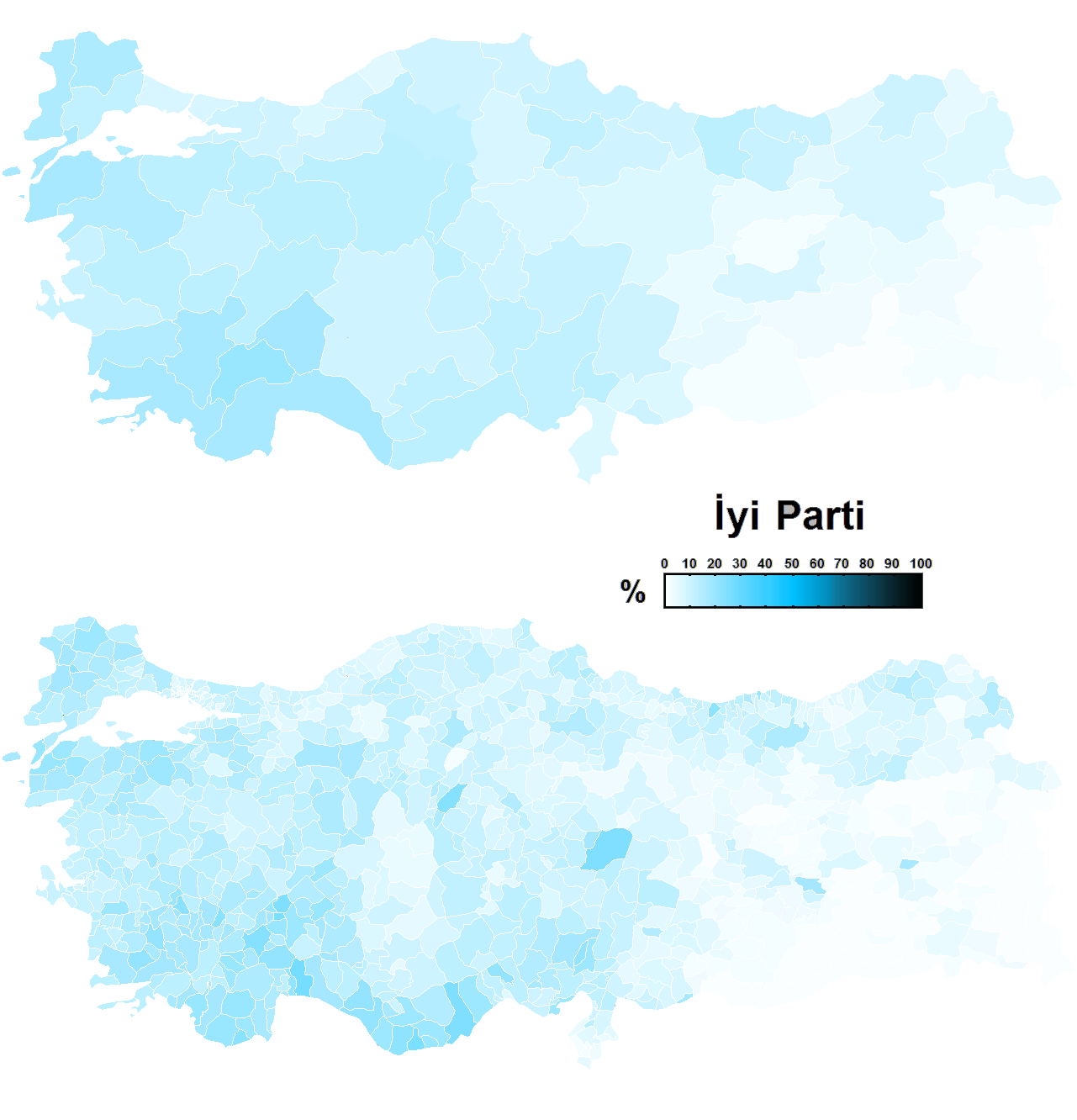
Stimmenanteil der "Guten Partei"

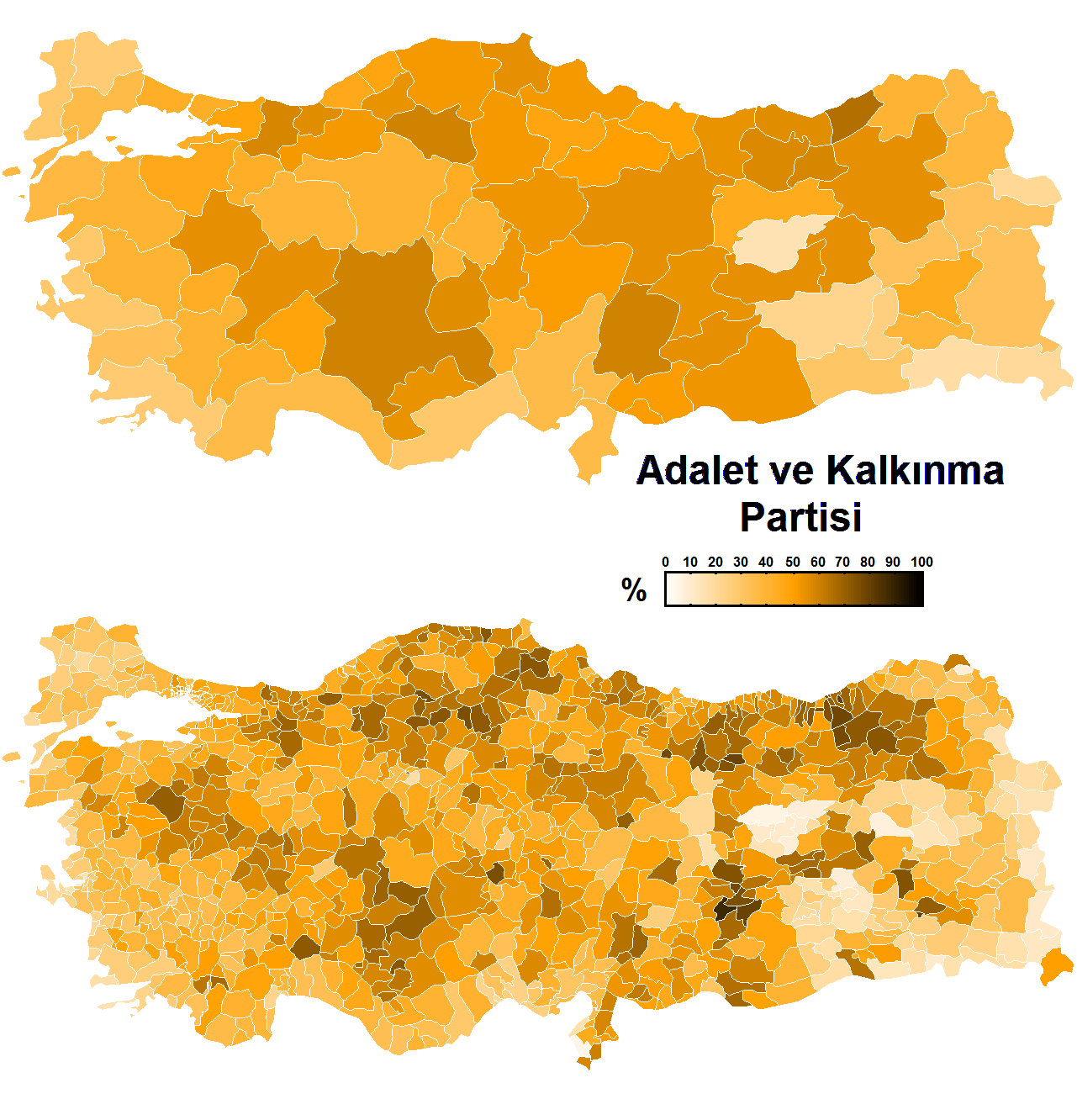
Stimmenanteil der Partei für Gerechtigkeit und Aufschwung

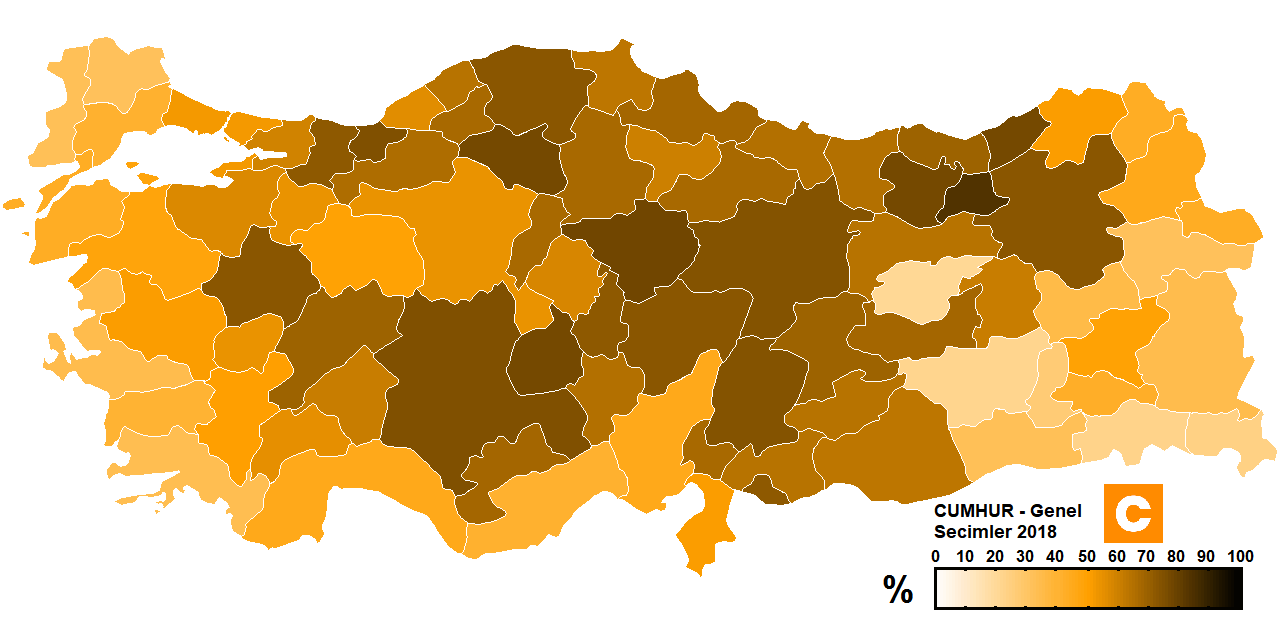
Stimmenanteil der "Volksallianz" (AKP, MHP & BBP)

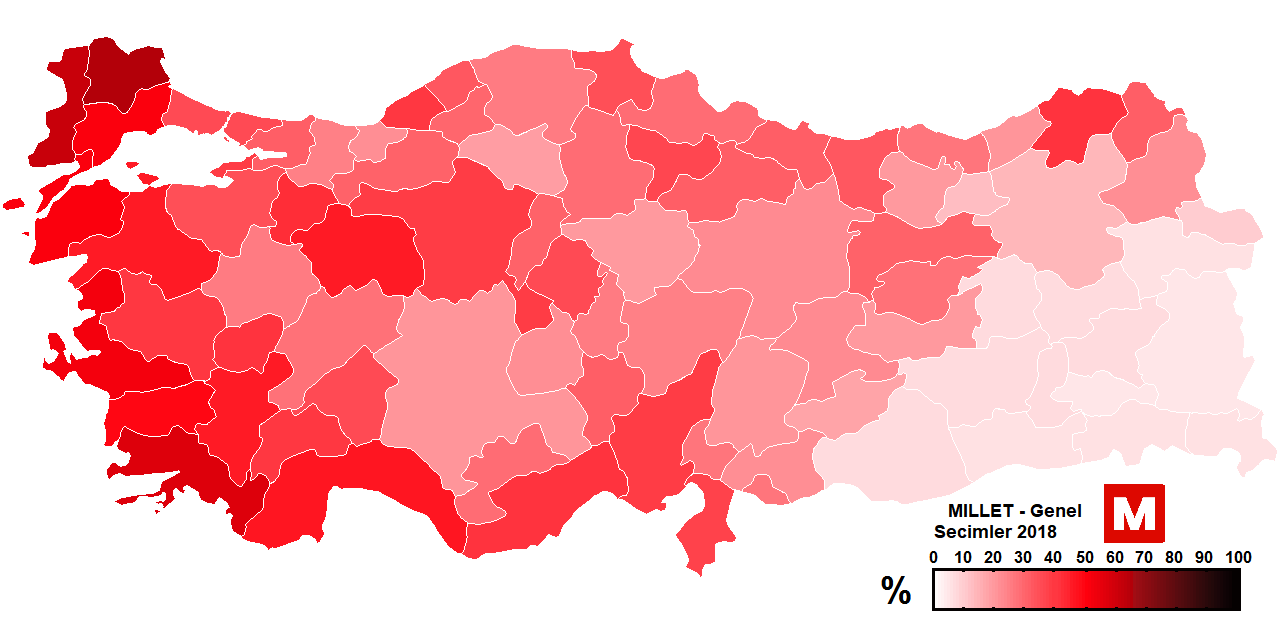
Stimmenanteil der "Bündnis der Nation" (CHP, IYI, SP & DP)

| Parteiname            | Parteiname                   | Akronym             | Stimmen    | Stimmen | Stimmen | Sitze  | Sitze |
| Parteiname            | Parteiname                   | Akronym             | Anzahl     | %       | +/−     | Anzahl | +/−   |
| --------------------- | ---------------------------- | ------------------- | ---------- | ------- | ------- | ------ | ----- |
|                       | Adalet ve Kalkınma Partisi   | AKP                 | 21.338.693 | 42,56   | −6,94   | 295    | −22   |
|                       | Cumhuriyet Halk Partisi      | CHP                 | 11.354.190 | 22,65   | −2,67   | 146    | +12   |
|                       | Halkların Demokratik Partisi | HDP                 | 5.867.302  | 11,70   | +0,94   | 67     | +9    |
|                       | Milliyetçi Hareket Partisi   | MHP                 | 5.565.331  | 11,10   | −0,80   | 49     | +9    |
|                       | İyi Parti                    | İYI                 | 4.993.479  | 9,96    | Neu     | 43     | Neu   |
|                       | Saadet Partisi               | SP                  | 672.139    | 1,34    | +0,66   | 0      | ±0    |
|                       | Hür Dava Partisi             | Hüda Par            | 155.539    | 0,31    | Neu     | 0      | Neu   |
|                       | Vatan Partisi                |                     | 114.872    | 0,23    | −0,02   | 0      | ±0    |
|                       | Unabhängige                  | —                   | 75.633     | 0,15    | +0,04   | 0      | ±0    |
| Gesamt                | Gesamt                       | Gesamt              | 51.183.729 | 100,00  | ±0      | 600    | ±0    |
| Gültige Stimmen       | Gültige Stimmen              | Gültige Stimmen     | 50.137.175 |         |         |        |       |
| Ungültige Stimmen     | Ungültige Stimmen            | Ungültige Stimmen   | 697.464    |         |         |        |       |
| Wahlbeteiligung       | Wahlbeteiligung              | Wahlbeteiligung     | 51.183.729 | 86,23   |         |        |       |
| Registrierte Wähler   | Registrierte Wähler          | Registrierte Wähler | 59.354.840 |         |         |        |       |
| Quelle: Haberturk.com |                              |                     |            |         |         |        |       |

## Umfragen
| Zeitraum/Datum            | Institut                                                                              | Befragte                                                                              | AKP                                                                                   | MHP                                                                                   | CHP                                                                                   | İYİ                                                                                   | SP                                                                                    | HDP                                                                                   | Sonst.                                                                                |
| Zeitraum/Datum            | Institut                                                                              | Befragte                                                                              | Volksallianz                                                                          | Volksallianz                                                                          | Bündnis der Nation                                                                    | Bündnis der Nation                                                                    | Bündnis der Nation                                                                    |                                                                                       |                                                                                       |
| ------------------------- | ------------------------------------------------------------------------------------- | ------------------------------------------------------------------------------------- | ------------------------------------------------------------------------------------- | ------------------------------------------------------------------------------------- | ------------------------------------------------------------------------------------- | ------------------------------------------------------------------------------------- | ------------------------------------------------------------------------------------- | ------------------------------------------------------------------------------------- | ------------------------------------------------------------------------------------- |
| Zeitraum/Datum            | Institut                                                                              | Befragte                                                                              |                                                                                       |                                                                                       |                                                                                       |                                                                                       |                                                                                       |                                                                                       |                                                                                       |
| 14. bis 20. Juni 2018     | OPTIMAR                                                                               | 2.100                                                                                 | 53,6                                                                                  | 53,6                                                                                  | 34,1                                                                                  | 34,1                                                                                  | 34,1                                                                                  | 11,2                                                                                  | 1,1                                                                                   |
| 14. Juni 2018             | Gesetzliches Verbot von weiteren Umfragen (ab zehn Tagen vor der Wahl) tritt in Kraft | Gesetzliches Verbot von weiteren Umfragen (ab zehn Tagen vor der Wahl) tritt in Kraft | Gesetzliches Verbot von weiteren Umfragen (ab zehn Tagen vor der Wahl) tritt in Kraft | Gesetzliches Verbot von weiteren Umfragen (ab zehn Tagen vor der Wahl) tritt in Kraft | Gesetzliches Verbot von weiteren Umfragen (ab zehn Tagen vor der Wahl) tritt in Kraft | Gesetzliches Verbot von weiteren Umfragen (ab zehn Tagen vor der Wahl) tritt in Kraft | Gesetzliches Verbot von weiteren Umfragen (ab zehn Tagen vor der Wahl) tritt in Kraft | Gesetzliches Verbot von weiteren Umfragen (ab zehn Tagen vor der Wahl) tritt in Kraft | Gesetzliches Verbot von weiteren Umfragen (ab zehn Tagen vor der Wahl) tritt in Kraft |
| 12. bis 14. Juni 2018     | Konsensus                                                                             | 10.000                                                                                | 52                                                                                    | 52                                                                                    | 41                                                                                    | 41                                                                                    | 41                                                                                    | 7                                                                                     | –                                                                                     |
| 13. Juni 2018             | AKAM                                                                                  | 2.460                                                                                 | 45,6                                                                                  | 45,6                                                                                  | 39,9                                                                                  | 39,9                                                                                  | 39,9                                                                                  | 13,6                                                                                  | 0,9                                                                                   |
| 6. bis 13. Juni 2018      | REMRES                                                                                | 5.674                                                                                 | 45,1                                                                                  | 45,1                                                                                  | 42,5                                                                                  | 42,5                                                                                  | 42,5                                                                                  | 12,1                                                                                  | 0,3                                                                                   |
| 8. bis 11. Juni 2018      | Metropoll                                                                             | 2.888                                                                                 | 49,4                                                                                  | 49,4                                                                                  | 38,1                                                                                  | 38,1                                                                                  | 38,1                                                                                  | 12,3                                                                                  | 0,2                                                                                   |
| 7. Juni 2018              | Gezici                                                                                | –                                                                                     | 49,3                                                                                  | 49,3                                                                                  | 38,7                                                                                  | 38,7                                                                                  | 38,7                                                                                  | 11,1                                                                                  | 0,9                                                                                   |
| 1. Juni bis 6. Juni 2018  | MAK                                                                                   | 5.400                                                                                 | 52,7                                                                                  | 52,7                                                                                  | 36,6                                                                                  | 36,6                                                                                  | 36,6                                                                                  | 9,2                                                                                   | 1,5                                                                                   |
| 28. Mai bis 3. Juni 2018  | REMRES                                                                                | 4.482                                                                                 | 44,2                                                                                  | 44,2                                                                                  | 44,0                                                                                  | 44,0                                                                                  | 44,0                                                                                  | 11,5                                                                                  | 0,3                                                                                   |
| 29. Mai bis 1. Juni 2018  | Sonar                                                                                 | 3.000                                                                                 | 49,3                                                                                  | 49,3                                                                                  | 39,5                                                                                  | 39,5                                                                                  | 39,5                                                                                  | 10,0                                                                                  | 1,2                                                                                   |
| 26. bis 31. Mai 2018      | PİAR                                                                                  | 2.620                                                                                 | 42,1                                                                                  | 42,1                                                                                  | 43,1                                                                                  | 43,1                                                                                  | 43,1                                                                                  | 14,1                                                                                  | 0,7                                                                                   |
| 22. bis 23. Mai 2018      | Mediar                                                                                | 4.268                                                                                 | 44,9                                                                                  | 44,9                                                                                  | 42,5                                                                                  | 42,5                                                                                  | 42,5                                                                                  | 11,4                                                                                  | 1,2                                                                                   |
| 22. Mai 2018              | MAK                                                                                   | 5.000                                                                                 | 54,0                                                                                  | 54,0                                                                                  | 34,2                                                                                  | 34,2                                                                                  | 34,2                                                                                  | 9,0                                                                                   | 2,8                                                                                   |
| 17. bis 23. Mai 2018      | REMRES                                                                                | 4.276                                                                                 | 43,9                                                                                  | 43,9                                                                                  | 43,7                                                                                  | 43,7                                                                                  | 43,7                                                                                  | 12,1                                                                                  | 0,3                                                                                   |
| 6. bis 9. Mai 2018        | REMRES                                                                                | 3.653                                                                                 | 43,9                                                                                  | 43,9                                                                                  | 43,5                                                                                  | 43,5                                                                                  | 43,5                                                                                  | 12,2                                                                                  | 0,4                                                                                   |
| 5. Mai 2018               | Das Bündnis der Nation wird gegründet.                                                | Das Bündnis der Nation wird gegründet.                                                | Das Bündnis der Nation wird gegründet.                                                | Das Bündnis der Nation wird gegründet.                                                | Das Bündnis der Nation wird gegründet.                                                | Das Bündnis der Nation wird gegründet.                                                | Das Bündnis der Nation wird gegründet.                                                | Das Bündnis der Nation wird gegründet.                                                | Das Bündnis der Nation wird gegründet.                                                |
| 2. Mai 2018               | REMRES                                                                                | 2.586                                                                                 | 44,2                                                                                  | 44,2                                                                                  | 43,4                                                                                  | 43,4                                                                                  | 43,4                                                                                  | 12,1                                                                                  | 0,3                                                                                   |
| 4. Mai 2018               | Konsensus                                                                             | 1.000                                                                                 | 49,9                                                                                  | 49,9                                                                                  | 43,8                                                                                  | 43,8                                                                                  | 43,8                                                                                  | 6,7                                                                                   | 0,5                                                                                   |
| 1. Mai 2018               | PİAR                                                                                  | –                                                                                     | 44,2                                                                                  | 44,2                                                                                  | 23,4                                                                                  | 17,5                                                                                  | 2,5                                                                                   | 12,0                                                                                  | 0,2                                                                                   |
| 26. bis 29. April 2018    | Mediar Analiz                                                                         | 2.660                                                                                 | 42,5                                                                                  | 42,5                                                                                  | 22,9                                                                                  | 17,1                                                                                  | 3,1                                                                                   | 13,2                                                                                  | 1,2                                                                                   |
| 25. April 2018            | Sonar                                                                                 | –                                                                                     | 46,9                                                                                  | 46,9                                                                                  | 23,8                                                                                  | 14,5                                                                                  | –                                                                                     | 11,3                                                                                  | 3,5                                                                                   |
| 18. April 2018            | Der vorgezogene Wahltermin wird verkündet.                                            | Der vorgezogene Wahltermin wird verkündet.                                            | Der vorgezogene Wahltermin wird verkündet.                                            | Der vorgezogene Wahltermin wird verkündet.                                            | Der vorgezogene Wahltermin wird verkündet.                                            | Der vorgezogene Wahltermin wird verkündet.                                            | Der vorgezogene Wahltermin wird verkündet.                                            | Der vorgezogene Wahltermin wird verkündet.                                            | Der vorgezogene Wahltermin wird verkündet.                                            |
| 6. bis 18. März 2018      | PİAR                                                                                  | 5.620                                                                                 | 43,2                                                                                  | 43,2                                                                                  | 23,1                                                                                  | 21,7                                                                                  | –                                                                                     | 11,7                                                                                  | 0,3                                                                                   |
| 6. bis 18. März 2018      | PİAR                                                                                  | 5.620                                                                                 | 39,6                                                                                  | 5,8                                                                                   | 22,2                                                                                  | 16,9                                                                                  | –                                                                                     | 12,2                                                                                  | 0,8                                                                                   |
| 20. Februar 2018          | Erdoğan verkündet das Wahlbündnis mit der MHP                                         | Erdoğan verkündet das Wahlbündnis mit der MHP                                         | Erdoğan verkündet das Wahlbündnis mit der MHP                                         | Erdoğan verkündet das Wahlbündnis mit der MHP                                         | Erdoğan verkündet das Wahlbündnis mit der MHP                                         | Erdoğan verkündet das Wahlbündnis mit der MHP                                         | Erdoğan verkündet das Wahlbündnis mit der MHP                                         | Erdoğan verkündet das Wahlbündnis mit der MHP                                         | Erdoğan verkündet das Wahlbündnis mit der MHP                                         |
| 4. bis 14. Februar 2018   | PİAR                                                                                  | 2.440                                                                                 | 40,2                                                                                  | 7,3                                                                                   | 25,5                                                                                  | 13,3                                                                                  | –                                                                                     | 12,0                                                                                  | 1,7                                                                                   |
| 4. bis 14. Februar 2018   | PİAR                                                                                  | 2.440                                                                                 | 45,2                                                                                  | 45,2                                                                                  | 25,5                                                                                  | 14,0                                                                                  | –                                                                                     | 13,5                                                                                  | 1,9                                                                                   |
| 3. bis 10. Januar 2018    | Sonar                                                                                 | 3.000                                                                                 | 40,1                                                                                  | 7,0                                                                                   | 25,3                                                                                  | 14,2                                                                                  | –                                                                                     | 10,7                                                                                  | 2.4                                                                                   |
| 2. bis 17. Dezember 2017  | Gezici                                                                                | 4.238                                                                                 | 42,0                                                                                  | 7,29                                                                                  | 20,1                                                                                  | 20,2                                                                                  | –                                                                                     | 8,73                                                                                  | 1,0                                                                                   |
| 1. bis 6. November 2017   | Sonar                                                                                 | 3.000                                                                                 | 38,5                                                                                  | 7,8                                                                                   | 23,5                                                                                  | 16,1                                                                                  | –                                                                                     | 10,3                                                                                  | 3.8                                                                                   |
| 2. bis 10. September 2017 | Objektif Araştırma                                                                    | 4.322                                                                                 | 39,9                                                                                  | 4,0                                                                                   | 23,4                                                                                  | 21,0                                                                                  | –                                                                                     | 10,1                                                                                  | 1,6                                                                                   |
| 10. bis 16. Juli 2017     | MAK                                                                                   | 5.400                                                                                 | 50,5                                                                                  | 12,7                                                                                  | 26,5                                                                                  | –                                                                                     | –                                                                                     | 8,0                                                                                   | 2,3                                                                                   |
| 5. bis 14. Juli 2017      | Konsensus                                                                             | 1.500                                                                                 | 54,5                                                                                  | 7,6                                                                                   | 26,8                                                                                  | –                                                                                     | –                                                                                     | 8,5                                                                                   | 2,6                                                                                   |
| 1. November 2015          | Parlamentswahlen                                                                      | Parlamentswahlen                                                                      | 49,3                                                                                  | 12,0                                                                                  | 25,6                                                                                  | –                                                                                     | 0,7                                                                                   | 10,6                                                                                  | 1,8                                                                                   |

### Umfragen unter türkischen Staatsbürgern im Ausland
| Zeitraum/Datum      | Institut         | Befragte         | Land             | AKP          | MHP          | CHP                | İYİ                | SP                 | HDP  | Sonst. |
| Zeitraum/Datum      | Institut         | Befragte         | Land             | Volksallianz | Volksallianz | Bündnis der Nation | Bündnis der Nation | Bündnis der Nation |      |        |
| ------------------- | ---------------- | ---------------- | ---------------- | ------------ | ------------ | ------------------ | ------------------ | ------------------ | ---- | ------ |
| Zeitraum/Datum      | Institut         | Befragte         | Land             |              |              |                    |                    |                    |      |        |
| 1. bis 5. Juni 2018 | TAVAK            | 1.184            | Deutschland      | 47,1         | 47,1         | 15,5               | 8,3                | 1,9                | 17,9 | 0,2    |
| 1. November 2015    | Parlamentswahlen | Parlamentswahlen | Parlamentswahlen | 59,7         | 7,5          | 14,8               | –                  | 0,5                | 15,9 | 1,6    |

### Prognostizierte Sitzverteilung
| Datum                   | Institut         | Befragte         | Volksallianz | CHP     | HDP    | İYİ    | Sonstige | Mehrheit    |
| ----------------------- | ---------------- | ---------------- | ------------ | ------- | ------ | ------ | -------- | ----------- |
| 24. Juli 2018           | Parlamentswahlen | Parlamentswahlen | 344/600      | 144/600 | 67/600 | 42/600 | 3/600    | AKP-MHP-BBP |
| 26. bis 29. April 2018  | Mediar Analiz    | 2.660            | 280/600      | 150/600 | 80/600 | 90/600 | 0/600    | –           |
| 4. bis 14. Februar 2018 | PİAR             | 2.440            | 275/600      | 145/600 | 95/600 | 85/600 | 0/600    | –           |
| 1. November 2015        | Parlamentswahlen | Parlamentswahlen | 357/550      | 134/550 | 59/550 | –      | 0/550    | AKP         |